# Mon chéri
mon chéri – pierwszy singel wydany w ograniczonej ilości przez japońską piosenkarkę Yukari Tamurę, wydany 28 marca 2008 roku podczas jej koncertu Tamura Yukari Love ♥ Live 2008 ＊Chelsea Girl＊. Utwór tytułowy został wykorzystany jako utwór promujący jej trasę koncertową Tamura Yukari 2007 Summer ＊Sweet Milky Way＊, a utwór Melon no theme ~Yukari ōkoku kokka~ wykorzystano w programie radiowym Tamura Yukari no Kuro Usagi no Kobeya (jap. 田村ゆかりの黒うさぎの小部屋). 

## Lista utworów
| Nr | Tytuł | Słowa         | Kompozycja   | Aranżacja         | Czas |
| -- | --- | ------------- | ------------ | ----------------- | ---- |
| 1. | "mon chéri" | Karen Shīna   | Masatomo Ōta | Masatomo Ōta      | 4:43 |
| 2. | "Melo~n no theme ~Yukari ōkoku kokka~" (jap. めろ〜んのテーマ 〜ゆかり王国国歌〜 Mero~n no tēma ~Yukari ōkoku kokka~) | Mika Watanabe | Masatomo Ōta | Kazunori Watanabe | 4:10 |